# Just You (serie de televisión)
Just You (Sólo tú) (en chino tradicional, 就是要你愛上我: 就是要你愛上我) es una serie de televisión taiwanesa de comedia romántica producida por Toei Productions Limited y protagonizada por Aaron Yan y Puff Guo. Comenzó a ser emitido por primera vez el 21 de junio de 2013 en Sanlih TV después de Big Red Riding Hood y terminó el 8 de noviembre de 2013. También ha inspirado el guion de la comedia romántica turca Her Yerde Sen, que se emitió en 2019.

## Sinopsis
Qi Yi (Aaron Yan) es un hombre que detesta los gérmenes y necesita que todo en su vida resulte como él lo tiene planeado. Luego de dejar ir una importante oportunidad en Nueva York, Qi Yi regresa a Taiwán y decide comprar una compañía de marketing llamada GAZE, y junto a su casa de niñez que alberga muchos recuerdos junto a su familia. El problema es que la casa ha sido arrendada por Chen Liang Liang (Puff Guo), quién se niega a abandonarla antes de los 3 meses que pagó por adelantado. Qi Yi no solo descubre que Liang Liang vive en su casa, sino que cuando llega a GAZE descubre que Liang Liang también trabaja en su recién adquirida compañía. A Liang Liang le gusta que todo sea estable en su vida, pero pronto se da cuenta de que eso puede ser algo difícil de mantener cuando su nuevo jefe comienza a hacer grandes cambios en el trabajo, incluyendo un aviso que declara que los romances de oficina serán prohibidos.

## Reparto

### Reparto principal
- Aaron Yan como Qi Yi
- Puff Guo como Cheng Liang Liang
- Dean Fujioka como Dean
- Lyla Lin como Ding Jia Yu
- Katherine Wang como Kate Liang
- Tang Zhen-Pandilla como Alex

### Reparto extendido
- Rim Lin como Ou Lai En
- Ashi Lin como Princess
- Zeng Yun Rou como Meimei
- Ke Ya Xin como Shi Cui Xia
- Xie Qi Wen como Li Han Po
- Shen Meng Sheng como el padre de Qi Yi
- Xie Qiong Nuan como la madre de Qi Yi
- Wang Dao Un como Cheng Shou Un
- Yang Li Yin como Liao Tian Feng
- Sol Peng como Ba Si
- Lin Yo Wei como Da Yan
- Ma Li Ou como Doctor
- Huang Zhen Ni como la enfermera
- He Jia Min como guardia de seguridad de GAZE
- Min Xiong como Zhang Lazo Xiong
- Wu Zhen Ya como Mánager de Contabilidad
- Li Shu Han como Mánager de Ventas
- Chen Bo Zheng como Jiang Hai Bo
- Xu Hao En como Sen
- Tao Chuan Zheng como Señor Zhao
- Liu Shang Qiang como Señor Zhang
- Doris Kuang como Secretario Chen
- Chang Han como Jerry

## Índice de audiencia de episodios
Los dramas emitidos por canales rivales en el mismo horario fueron:
- TTV - Happy 300 Days, A Good Wife, The Pursuit of Happiness
- SET - Flavor of Life, White Magnolia
- FTV - Independent Heroes
- CTV - True Love 365, Dragon Gate

| Fecha de emisión             | Episodio                     | Rating promedio | Ranking |
| ---------------------------- | ---------------------------- | --------------- | ------- |
| 21 de junio de 2013          | 1                            | 1.15            | 2       |
| 28 de junio de 2013          | 2                            | 1.16            | 2       |
| 5 de julio de 2013           | 3                            | 0.79            | 3       |
| 12 de julio de 2013          | 4                            | 0.71            | 3       |
| 19 de julio de 2013          | 5                            | 0.78            | 3       |
| 26 de julio de 2013          | 6                            | 1.07            | 3       |
| 2 de agosto de 2013          | 7                            | 1.20            | 3       |
| 9 de agosto de 2013          | 8                            | 1.26            | 2       |
| 16 de agosto de 2013         | 9                            | 1.50            | 3       |
| 23 de agosto de 2013         | 10                           | 1.65            | 2       |
| 30 de agosto de 2013         | 11                           | 1.67            | 2       |
| 6 de septiembre de 2013      | 12                           | 1.44            | 3       |
| 13 de septiembre de 2013     | 13                           | 1.12            | 4       |
| 20 de septiembre de 2013     | 14                           | 1.85            | 1       |
| 27 de septiembre de 2013     | 15                           | 1.36            | 3       |
| 4 de octubre de 2013         | 16                           | 1.54            | 3       |
| 11 de octubre de 2013        | 17                           | 1.58            | 3       |
| 18 de octubre de 2013        | 18                           | 1.48            | 3       |
| 25 de octubre de 2013        | 19                           | 1.49            | 2       |
| 1 de noviembre de 2013       | 20                           | 1.48            | 3       |
| 8 de noviembre de 2013       | 21                           | 1.68            | 2       |
| Índice de audiencia Promedio | Índice de audiencia Promedio | 1.33            |         |